# NGC 990
NGC 990 (również PGC 9890 lub UGC 2089) – galaktyka eliptyczna (E), znajdująca się w gwiazdozbiorze Barana. Odkrył ją William Herschel 18 września 1786 roku.